# Хуррамшахр (посёлок городского типа)
Хуррамшахр (тадж. Хуррамшаҳр; до 2003 года — Правда; до 2024 года — Обикиик) — посёлок городского типа, административный центр Хуросонского района Хатлонской области Республики Таджикистан.
Расположен в 40 км к югу от Душанбе и в 40 км к северу от Бохтар.

## Население
Население по оценке на 1 января 2015 года составляет 8500 человек.
| 2019   | 2020   | 2021   | 2022   |
| ------ | ------ | ------ | ------ |
| 11 400 | 12 300 | 10 100 | 11 400 |